# Convento di Santa Maria delle Vergini
Il convento di Santa Maria delle Vergini è un edificio religioso situato a Cosenza, in Calabria.

## Storia e descrizione
In via Gaetano Argento si trova, a 288 metri s.l.m., il "Convento delle Vergini". La parte esterna dell'ingresso principale è realizzata in tufo decorato, mentre la parte interna è scolpita in legno. Il convento contiene un dipinto dell'Annunciazione del XVI secolo. Di fronte, si trova la Madonna del Pilerio del XIII secolo attribuita a Giovanni da Taranto, mentre sulle pareti vi sono altri quattro dipinti anonimi del XVI secolo: la Visitazione, la Circoncisione, l'Adorazione dei pastori e l'Adorazione dei Magi. Nell'abside si trova la pala d'altare Transito della Vergine (1570). La cimasa ospita un dipinto raffigurante l'Incoronazione della Vergine, mentre alla base delle due colonne sono dipinti, attribuiti a Michele Curia, il "Maestro di Montecalvario", di due santi non identificati. Il coro in legno risale al XVII secolo.